# Dudley Buck
Pour les articles homonymes, voir Buck.
Dudley Buck (10 mars 1839 – 6 octobre 1909) est un compositeur, organiste et écrivain musical américain. Il a publié plusieurs livres, notamment un Dictionary of Musical Terms (Dictionnaire des termes musicaux) et Influence of the Organ in History (Influence de l'orgue dans l'histoire), qui fut publié à New York en 1882.
Aujourd'hui, il est principalement connu pour sa composition pour orgue, Concert Variations on the Star-Spangled Banner, opus 23, qui fut plus tard arrangé dans une version orchestrale.

## Vie et carrière
Né à Hartford (Connecticut), Buck était le fils d'un marchand qui lui donna de nombreuses opportunités pour cultiver ses talents musicaux. Après avoir été au Trinity College pendant quatre ans (1858–1862), il étudia au Conservatoire de Leipzig où il fut l'élève de Louis Plaidy. Il poursuivit ensuite ses études à Dresde et à Paris. De retour en Amérique il occupa des postes d'organiste à Hartford, Chicago (1869), et Boston (1871).
En 1875 Buck alla à New York pour assister Theodore Thomas comme chef d'orchestre, et de 1877 à 1902 il fut organiste à la Holy Trinity Church à Brooklyn. À cette époque il devint connu en tant que compositeur.
Parmi ses compositions on trouve de la musique religieuse, plusieurs cantates (Columbus (1876), Golden Legend (1880), The Light of Asia (1886) dont le livret est basé sur le livre d'Erwin Arnold, La Lumière de l'Asie (1886), etc.), un grand opéra Serapis, un opéra-comique Deseret (1880), une ouverture symphonique Marmion, une symphonie en mi bémol, à côté d'autres œuvres orchestrales et vocales.
Buck a aussi enseigné en privé durant toute sa vie. Parmi ses élèves on trouve Paul Ambrose, William Howland, Daniel Protheroe, Harry Rowe Shelley, James Francis Cooke, et Charles Sanford Skilton.